# Frances Ellen Watkins Harper
Frances Ellen Watkins Harper, née le 24 septembre 1825 à Baltimore dans l'État du Maryland et morte le 22 février 1911 à Philadelphie dans l'État de la Pennsylvanie, est une abolitionniste, suffragiste, poète, nouvelliste, romancière, essayiste, journaliste et conférencière américaine. 
Frances Ellen Watkins Harper est une journaliste de renom international et l'une des romancières afro-américaines les plus prolifiques du XIXe siècle et la plus populaire des poètes afro-américains devant Paul Laurence Dunbar, ce qui lui vaut le surnom de la « Bronze Muse ». Sa nouvelle Two Offers publiée dans The Anglo-African (en) en 1859 fait d'elle la première Afro-Américaine à avoir publié une nouvelle.
En 1851, aux côtés de William Encore, le président de la Pennsylvania Abolition Society, Frances Ellen Watkins Harper aide les esclaves en fuite le long du Chemin de fer clandestin vers le Canada. Elle est l'une des premières femmes embauchée par l'American Anti-Slavery Society pour donner des conférences contre l'esclavage, dès 1853.
Active sur le plan des réformes sociales, Frances Harper est connue pour être l'une des fondatrices de l'American Woman Suffrage Association, une des membres du conseil d'administration de la Woman's Christian Temperance Union, une administratrice (executive officer) de l'Universal Peace Union, une des fondatrices de la National Association of Colored Women's Club dont elle sera une des vice-présidentes, et la directrice de l'American Association of Educators of Colored Youth (Association américaine des enseignants auprès de la jeunesse de couleur).
Elle est également une porte-parole infatigable de l'Église épiscopale méthodiste africaine (AME) et de la National Association of Colored Women.

## Biographie

### Jeunesse et formation
Frances Ellen Watkins Harper, née à Baltimore, dans l'État esclavagiste du Maryland, dans cet État, même les Afro-Américains libres ou affranchis ont peu de droits et ne sont aucunement considérés comme des citoyens à part entière. Frances Ellen Watkin est l'enfant unique de deux parents afro-américains libres dont ne connaît pas les noms. En 1828, alors qu'elle a 3 ans, ses parents décèdent dans des circonstances inconnues ; devenue orpheline, elle est recueillie par son oncle le révérend William J. Watkins Sr. (en) et son épouse Harriet Watkins. William J. Watkins est un cordonnier de métier, qui a appris la littérature et la médecine de façon autodidacte. Il est par ailleurs impliqué dans le mouvement anti-esclavagiste ; c'est dans ce contexte qu'il a pour amis les abolitionnistes William Lloyd Garrison et Benjamin Lundy. Enfin, il est le directeur d'une école pour Afro-Américains qu'il a fondée en 1820, la William Watkins Academy, où sa nièce, la jeune Frances Ellen Watkins, fera ses études. Son oncle lui transmet les valeurs de liberté et d'émancipation, qui marqueront sa vie. Frances Ellen Watkins termine sa scolarité en 1839, à ses quatorze ans. Élève particulièrement douée et travailleuse, elle possède une instruction bien supérieure à la plupart des femmes de son époque, blanches comme noires. Pour gagner sa vie, elle devient la domestique d'un libraire de Baltimore dénommé Armstrong appartenant au mouvement Quaker, où elle apprend la couture et comment prendre soin des enfants, emploi qu'elle garde jusqu'en 1851. Après qu'elle a achevée ses tâches ménagères, elle utilise son temps libre pour étancher sa soif de lectures en dévorant toutes sortes de livres de la librairie. C'est durant cette période qu'elle publie divers poèmes et petites nouvelles dans un journal local et c'est en 1845, qu'elle publie un premier recueil de poèmes, Forest Leaves, dont aucun exemplaire ne nous est parvenu,,,,,,,,,,.

### Carrière

#### Les débuts dans l'enseignement

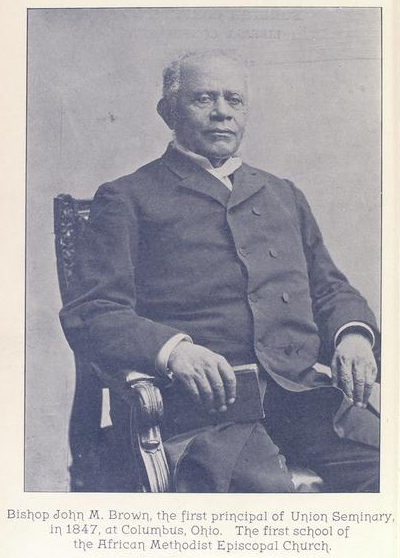
John M. Brown.

En 1850, la vie dans le Maryland et plus particulièrement à Baltimore, ville de marchés d'esclaves, devient périlleuse pour les Afro-Américains. Son oncle William J. Watkins est contraint de fermer son école et de se réfugier au Canada. Frances Ellen Watkins, de même, quitte Baltimore pour devenir professeure d'arts ménagers à l'Union Seminary situé à proximité de Columbus dans l'État de l'Ohio, dirigé par John Mifflin Brown (en), alors élu diacre par la conférence de l'Ohio de l'Église épiscopale méthodiste africaine (AME), premier établissement fondé et dirigé par l'AME dont les programmes joignent formation scolaire et professionnelle. Il est à noter qu'elle est la première afro-américaine à enseigner une matière professionnelle. John Mifflin Browne, son supérieur, dans son rapport annuel, écrit au sujet de Frances Ellen Watkins :  « Mlle Watkins... s'est montrée fidèle à la confiance donnée et a manifesté dans tous ses efforts un zèle louable pour la cause de l'éducation et un esprit de sacrifice, méritant qu'elle puisse être promue. »,,.
En 1852, Frances Ellen Watkins quitte l'Union Seminary pour occuper un poste d'enseignante à Little York (devenue la ville de York) dans l'État de la Pennsylvanie,,.

#### Une loi décisive

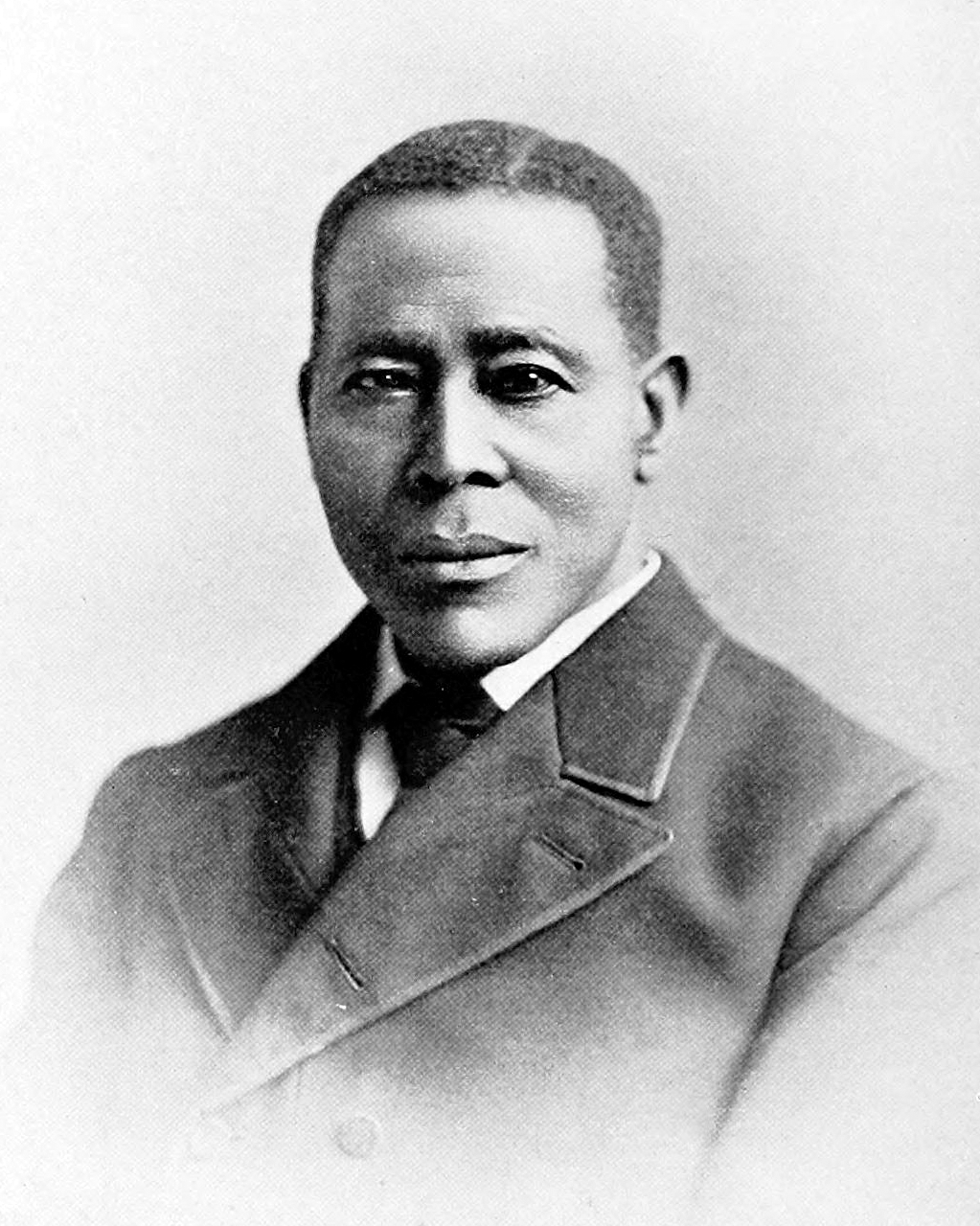
William Still.

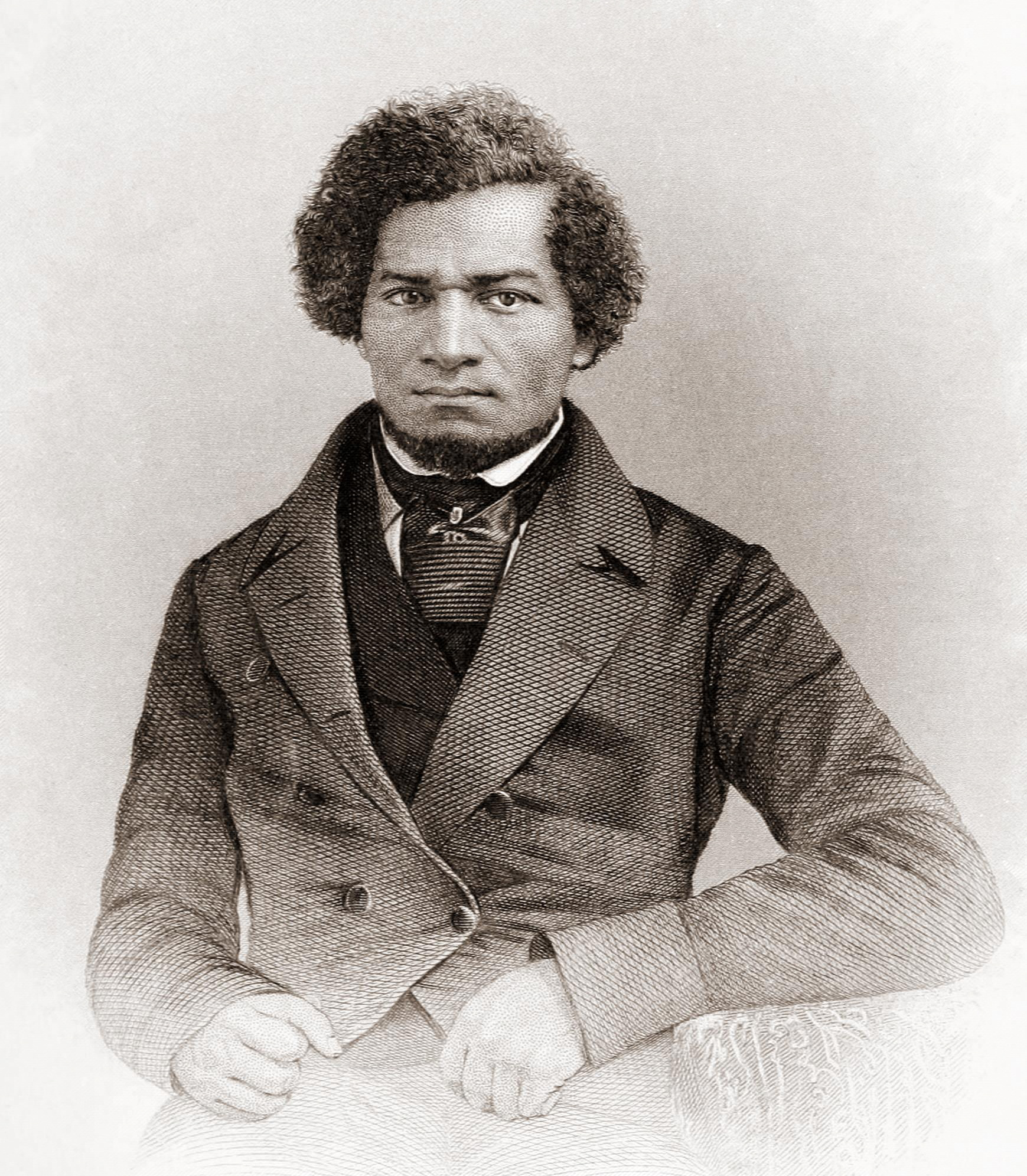
Frederick Douglass (en 1855).

En 1853, l'Assemblée générale du Maryland promulgue une loi qui interdit à tout Afro-Américain libre venant d'un État du Nord à entrer dans son État ; toute infraction condamne le contrevenant à être vendu comme esclave. Quand Frances Ellen Watkins apprend la nouvelle, elle fait le serment de se vouer à la cause de l'antiesclavagisme. Après avoir contacté William Still, l'un des organisateurs majeurs du Chemin de fer clandestin, elle quitte Little York pour Philadelphie, où elle est logée par la famille de William Still. Sur place, elle rend visite à différents acteurs abolitionnistes pour découvrir la pratique et la théorie du Chemin de fer clandestin. Frances Ellen Watkins commence à publier des poèmes au sein du Liberator, le journal dont Frederick Douglass est le rédacteur en chef et le The Christian Recorder (en), journal officiel de l'Église épiscopale méthodiste africaine,,,,.

#### La conférencière de la cause abolitionniste
En 1854, Frances Ellen Watkins, sous l'impulsion et le soutien des abolitionnistes de Boston, se rend à New Bedford dans l'État du Massachusetts pour prononcer sa première conférence sur l'abolition de l'esclavage et l'égalité des droits civiques, conférence ayant pour titre « Education and the Elevation of the Colored Race » ( L’éducation et l’élévation de la race colorée). C'est un succès et lance sa carrière en tant que militante antiesclavagiste, tant et si bien qu'elle est engagée par l'Anti-Slavery Society de l'État du Maine comme conférencière permanente. Son talent d'oratrice est reconnu, ce qui lui ouvre les portes ; elle sillonne l'État pendant deux ans jusqu'en 1856,,,.

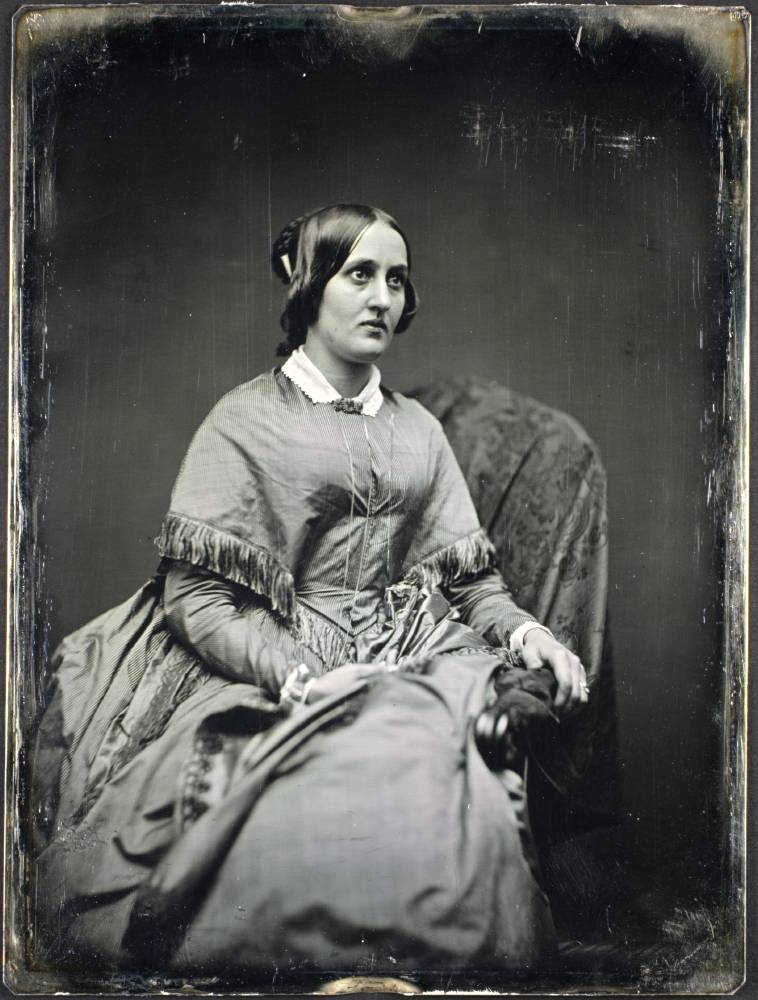
Sara Jane Lippincott.

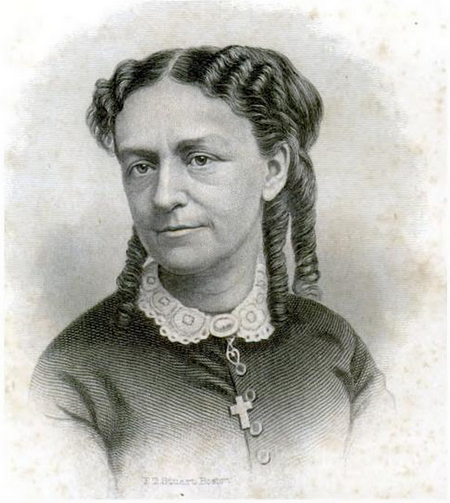
Phebe Ann Coffin Hanaford.

De 1856 à 1860, Frances Ellen Watkins est invitée à donner des conférences dans différents États de la côte est des États-Unis, comme la Pennsylvanie, le New Jersey, l'État de New York, l'Ohio et d'autres, avec toujours le même succès. Ayant assisté à plusieurs de ses conférences, l'écrivaine et journaliste Sara Jane Lippincott écrit au sujet de Frances Ellen Watkins : « Miss Watkins parle sans note, avec une gestuelle sobre et appropriée. Son style général respire la sérénité et la dignité. Elle ne tombe jamais dans la pose ou le théatralisme. », compliments repris et complétés par la pasteure et écrivaine Phebe Ann Coffin Hanaford (en), qui dans son essai historique Daughters of America, or, Women of the Century, écrit : « Frances E. W. Harper est une des plus brillantes conférencières du pays. Quiconque l'écoute, prête attention à sa voix claire, mélodieuse, à l’enchaînement logique de ses propos, ne peut qu'être charmé par son art oratoire et sa rhétorique qui nous font oublier qu'elle fait partie de la race des esclaves de notre pays. Elle est une de ces femmes de couleur dont, nous femmes blanches, devrions être fières, et qui nous rappelle, comme le pointent les abolitionnistes qu'aucune race ayant en son sein de telles femmes ne devrait être tenue en esclavage. »,,.

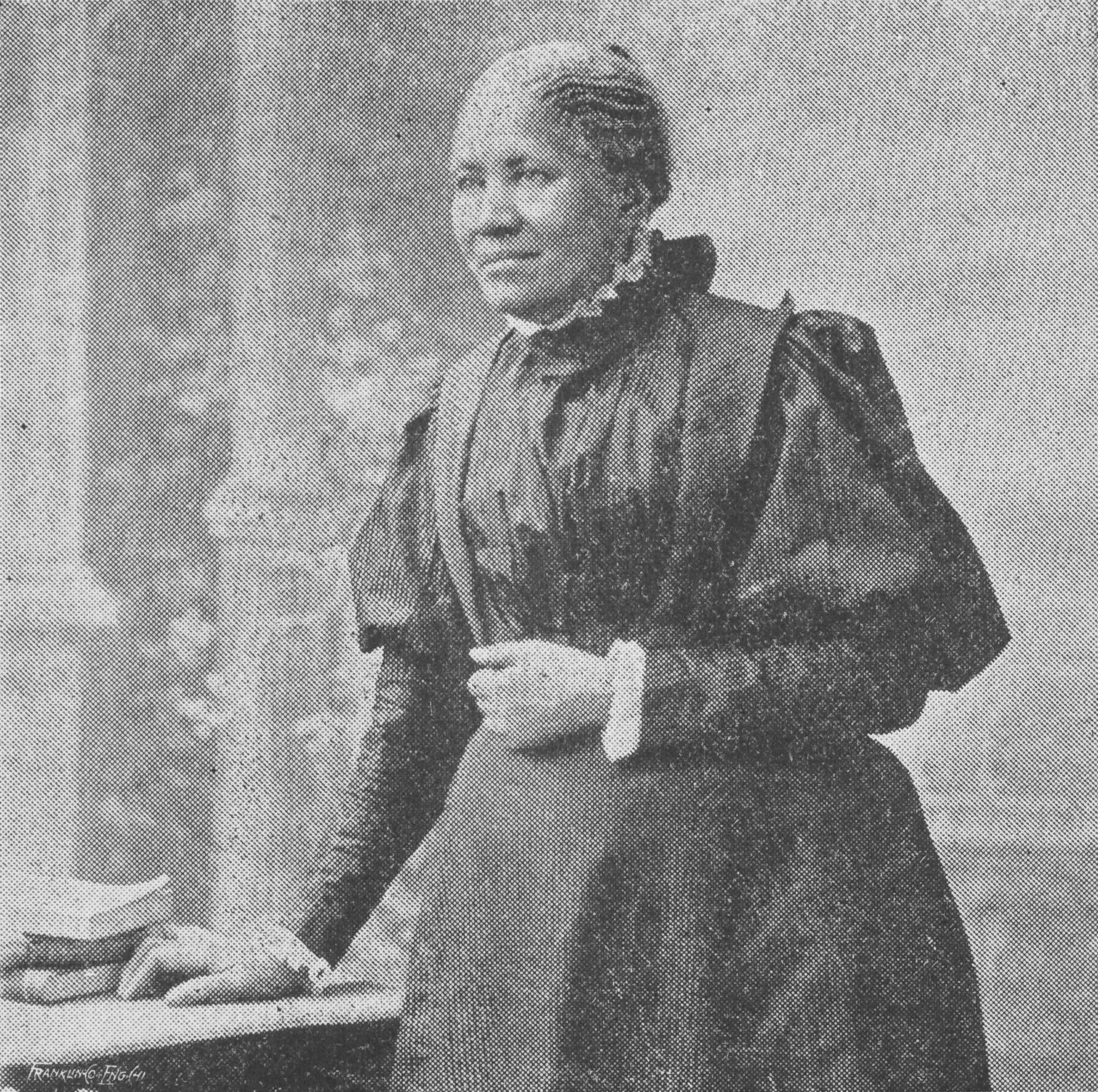
Mme F. E. W. Harper, 1902.

#### La cause féministe
Avec son poème Double Standard, Frances Ellen Watkins interroge l'écart entre les droits des femmes et ceux des hommes en écrivant « Qu'est-ce qui ne va pas dans la vie des femmes ? Qu'est qu'un homme ne peut admettre ? ». La thématique du droit des femmes traverse l'ensemble de l'œuvre littéraire de Frances Ellen Watkins. Sa nouvelle se penche sur le rôle des femmes dans la société, les représentations sociales du mariage, de l'amour, de l'utilisation dévalorisante de l'expression « vieille fille », enfermant les femmes célibataires dans un statut social de quasi relégation ; elle fait remarquer au passage que les hommes célibataires ne sont pas socialement dévalorisés.

### Vie privée
Le 22 novembre 1860, à Cincinnati Frances Ellen Watkins épouse Fenton Harper, devenant Frances Ellen Watkins Harper. Fenton Harper décède en 1864. Le couple donne naissance à un seul enfant, qui meurt en 1909,.
Frances Harper meurt le 25 février 1911, neuf ans avant l'obtention du droit de vote des femmes aux États-Unis. Ses funérailles sont célébrées à l'American Unitarian Association sur la Chestnut Street (Philadelphie) (en) à Philadelphie. Elle est inhumée dans l'Eden Cemetery (Collingdale, Pennsylvania) (en), à côté de sa fille, morte deux ans auparavant.

## Œuvres

### Recueils de poésies
- Poems on Miscellaneous Subjects, Boston, Massachusetts (réimpr. 1857, 1871, 1976... 2010) (1re éd. 1854), 68 p. (OCLC 990705455, lire en ligne),
- Atlanta Offering, Poems, Philadelphie, 1006 Bainbridge Street, 1895, 88 p. (lire en ligne),
- Poems, Philadelphie, 1006 Bainbridge Street, 1900, 104 p. (lire en ligne),
- Idylls of the Bible, Philadelphie, 1006, Bainbridge Street, 1901, 76 p. (lire en ligne)
- The Alabama martyr and other poems, inconnu, 190?, 24 p. (OCLC 173820372),

### Romans et nouvelles
- The Two Offers (nouvelle), Gibson Girl Publishing Company, LLC, 1859, rééd. 4 février 2017, 14 p. (OCLC 1224218435),
- Moses: a story of the Nile, Philadelphie, Merrihew, 1869, 110 p. (lire en ligne),
- Light Beyond the Darkness, Chicago, Donohue & Henneberry, 1890, 8 p. (OCLC 1178555216),
- Sketches of Southern Life, Andesite Press, 1891, 76 p. (ISBN 9781297852558, lire en ligne),
- Iola Leroy : or Shadows Uplifted (réimpr. 1893, 1895, ....2023) (1re éd. 1892), 298 p. (OCLC 1264470084, lire en ligne),

En outre, trois de ses romans ont été publiés à l'origine sous forme de feuilletons dans  The Christian Recorder (en) entre 1868 et 1888 :
- Sowing and Reaping : A Temperance Story (réimpr. 2004, 2007, 2010, 2021) (1re éd. 1876), 84 p. (OCLC 1236955206),
- Minnie's Sacrifice, Echo Library, 1869, rééd. 2 avril 2012, 72 p. (ISBN 9781406899702),
- Frances Smith Foster (dir.), Minnie's Sacrifice, Sowing and Reaping, Trial and Triumph : Three Rediscovered Novels, Boston, Beacon Press (réimpr. 1996, 2000) (1re éd. 1994), 343 p. (ISBN 9780807083321, lire en ligne),

### Compilations
Plusieurs de ses oeuvres sont rééditées sous forme de compilations
- Maryemma Graham (dir.), Complete Poems Of Frances E. W. Harper, Oxford, Oxford University Press, 1988 (OCLC 1167615680),
- Frances Smith Foster (dir.), A Brighter Coming Day (poésie, correspondance, romans), New York, The Feminist Press at CUNY, 29 octobre 1990, rééd. 1 janvier 1993, 430 p. (ISBN 9781558610200, lire en ligne),
- Collected works of Frances Ellen Watkins Harpe, Charleston, Caroline du Sud, BiblioBazaar, 2007, 207 p. (ISBN 9781434640581),

## Postérité
- De nombreux clubs de femmes afro-américaines à travers les États-Unis, comme les F. E. W. Harper Ligues et des Frances E. Harper women's Christian Temperance Syndicats, ont prospéré au fil du vingtième siècle dans des villes comme Saint-Louis, Saint-Paul, et à Pittsburgh[23].
- Une résidence pour étudiants porte son nom et celui Harriet Tubman dans la Morgan State University à Baltimore, dans le Maryland, il est communément appelé Harper-Tubman, ou tout simplement Harper.

## Pour approfondir

#### Notices dans des encyclopédies et manuels de références
- (en-US) Hallie Q. Brown (dir.) (préf. Randall K. Burkett), Homespun Heroines and Other Women of Distinction, New York, Oxford University Press, USA, coll. « Schomburg library of nineteenth-century Black women writers » (no 25) (réimpr. 1985, 1992) (1re éd. 1925), 356 p. (ISBN 9780195075755, lire en ligne), p. 97-103.
- (en-US) Edward T. James (dir.), Notable American Women 1607-1950, vol. 2 : G-O, Cambridge, Massachusetts, Harvard University Press (réimpr. 2014) (1re éd. 1971), 659 p. (ISBN 9780674288355, lire en ligne), p. 137-139. ,
- (en-US) Joan R. Sherman, Invisible Poets : Afro-Americans of the Nineteenth Century, Urbana, Illinois, University of Illinois Press (réimpr. 1989) (1re éd. 1974), 291 p. (ISBN 9780252003257, lire en ligne), p. 62-74.
- (en-US) Lina Mainiero (dir.), American Women Writers : A Critical Reference Guide From Colonial Times To The Present, vol. 2 : F-Le, New York, Frederick Ungar, 1er août 1979, 583 p. (ISBN 9780804431514, lire en ligne), p. 244-246,
- (en-US) Hazel V. Carby, Reconstructing Womanhood : The Emergence Of The Afro American Woman Novelist, New York, Oxford University Press, USA, 31 décembre 1987, 233 p. (ISBN 9780195041644, lire en ligne), p. 62-94.
- (en-US) Darlene Clark Hine,& (dir.), Elsa Barkley Brown (dir.) et Rosalyn Terborg-Penn (dir.), Black Women in America : An Historical Encyclopedia, vol. 1 : A-L, Bloomington, Indiana, Indiana University Press (réimpr. 1994, 1998, 2005) (1re éd. 1990), 744 p. (ISBN 9780253327758, lire en ligne), p. 532-537. ,
- (en-US) Jessie Carney Smith (dir.), Notable Black American Women, vol. 1, Detroit, Michigan, Gale Research, 20 décembre 1991, 1334 p. (ISBN 9780810347496, lire en ligne), p. 457-462. ,
- (en-US) Cathy N. Davidson, Linda Wagner-Martin & Elizabeth Ammons (dir.), The Oxford Companion to Women's Writing in the United States, New York, Oxford University Press, USA, 5 janvier 1995, 1021 p. (ISBN 9780195066081, lire en ligne), p. 378-379,
- (en-US) Janet Gray (dir.), She Wields a Pen : American Women Poets of the Nineteenth Century, Iowa City, Iowa, Univiversity of Iowa Press, 1997, 377 p. (ISBN 9780877455745, lire en ligne), p. 113-120,
- (en-US) John A. Garraty (dir.) et Mark C. Carnes (dir.), American National Biography,, vol. 10 : Handerson - Hofmann, New York, Oxford University Press, USA, 1999, 954 p. (ISBN 9780195127898, lire en ligne), p. 125-126. ,
- (en-US) Steven R. Serafin (dir.), Encyclopedia Of American Literature, New York, Continuum, 1999, 1309 p. (ISBN 9780826410528, lire en ligne), p. 484-485,
- (en-US) Jennifer Mossman (dir.), Reference Library of American Women, vol. 2 : G-M, Farmington Hills, Michigan, Gale Research, 1er janvier 1999, 488 p. (ISBN 9780787638641, lire en ligne), p. 287-289,
- (en-US) Emmanuel S. Nelson (dir.), African American Authors, 1745-1945 : A Bio-Bibliographical Critical Sourcebook, Westport, Connecticut, Greenwood Publishing Group, 30 janvier 2000, 529 p. (ISBN 9780313309106, lire en ligne), p. 213-219,
- (en-US) Anne Commire & Deborah Klezmer (dir.), Women in World History : A Biographical Encyclopedia, vol. 6 : Gab-Harp, Waterford, Connecticut, Yorkin Publications / Gale Cengage, 24 mars 2000, 817 p. (ISBN 9780787640651, lire en ligne), p. 811-815,
- (en-US) Shari Dorantes Hatch & Michael R. Strickland (dir.), African-American Writers : A Dictionary, Santa Barbara, Californie, ABC-CLIO, 1er juillet 2000, 491 p. (ISBN 9780874369595, lire en ligne), p. 161-163,
- (en-US) Carol Kort, American Women Writers : A Biographical Dictionary, New York, Checkmark Books, 1er décembre 2000, 275 p. (ISBN 9780816044344, lire en ligne), p. 90-91,
- (en-US) R. Kent Rasmussen (dir.), The African American Encyclopedia, vol. 4 : Fed-Hil, New York, Cavendish Square Publishing, 30 janvier 2001, 1196 p. (ISBN 9780761472124, lire en ligne), p. 1143-1144,
- (en-US) Joyce Pettis, African American Poets: Lives, Works, and Sources, Westport, Connecticut, Greenwood Press, 30 juin 2002, 365 p. (ISBN 9780313311178, lire en ligne), p. 134-140,
- (en-US) William L. Andrews (dir.), Classic African American Women's Narratives, New York, Oxford University Press, USA, 16 janvier 2003, 393 p. (ISBN 9780195141351, lire en ligne), p. 127-139,
- (en-US) Philip Bader & Catherine Reef (dir.), African-American Writers, New York, Facts On File (réimpr. 2010) (1re éd. 2004), 343 p. (ISBN 9780816081417, lire en ligne), p. 140-141,
- (en-US) Elizabeth Ann Beaulieu (dir.), Writing African American Women : An Encyclopedia of Literature by and about Women of Color, vol. 1 : A-J, Westport, Connecticut, Greenwood Press, 30 avril 2006, 515 p. (ISBN 9780313331961, lire en ligne), p. 400-403,
- (en-US) Yolanda W. Page (dir.), Encyclopedia of African American Women Writers, vol. 1 : A-K, Westport, Connecticut, Greenwood Press, 30 janvier 2007, 351 p. (ISBN 9780313334290, lire en ligne), p. 261-263,
- (en-US) Shari Dorantes Hatch (dir.), Encyclopedia of African-American Writing : Five Centuries of Contribution: Trials & Triumphs of Writers, Poets, Publications and Organizations, Amenia, état de New York, Grey House Publishing, 1er septembre 2009, 869 p. (ISBN 9781592372911, lire en ligne), p. 261-264,
- (en-US) Alison M. Parker, Articulating Rights: Nineteenth-century American Women on Race, Reform, and the State, DeKalb, Illinois, Northern Illinois University Press, 5 février 2010, 295 p. (ISBN 9780875804163, lire en ligne), p. 97-138. ,
- (en-US) Eric Haralson (dir.), Encyclopedia of American Poetry : The Nineteenth Century, New York, Routledge, 30 octobre 2014, 542 p. (ISBN 9780415890762, lire en ligne), p. 185-190,
- (en-US) Tricia Williams Jackson, Women in Black History : Stories of Courage, Faith, and Resilience, Grand Rapids, Michigan, Revell, a division of Baker Publishing Group, 2016, 178 p. (ISBN 9780800726522, lire en ligne), p. 59-65,

#### Essais et biographies
- (en-US) Melba Joyce Boyd, Discarded Legacy : Politics and Poetics in the Life of Frances E. W. Harper, 1825-1911, Detroit, Michigan, Wayne State University Press, 1er avril 1994, 272 p. (ISBN 9780814324882, lire en ligne),

#### Articles anglophones

##### Années 1940-1999
- Alice Clark, « Frances Ellen Watkins Harper », Negro History Bulletin, vol. 5, no 4,‎ janvier 1942, p. 83, 90 (2 pages) (lire en ligne ).
- Diane S. Isaacs, « The Two Offers by Frances Ellen Watkins Harper », The English Journal, vol. 68, no 2,‎ février 1979, p. 48-49 (2 pages) (lire en ligne ),
- Patricia Liggins Hill, « "Let Me Make the Songs for the People": A Study of Frances Watkins Harper's Poetry », Black American Literature Forum, vol. 15, no 2,‎ été 1981, p. 60-65 (6 pages) (lire en ligne ),
- Elizabeth Hammons, « Frances Ellen Watkins Harper (1825–1911) », Legacy, vol. 2, no 2,‎ 1985, p. 61-66 (6 pages) (lire en ligne ). ,
- Paul Lauter, « Is Frances Ellen Watkins Harper Good Enough to Teach », Legacy, vol. 5, no 1,‎ printemps 1988, p. 27-32 (6 pages) (lire en ligne ),
- Margaret Hope Bacon, « "One Great Bundle of Humanity": Frances Ellen Watkins Harper (1825-1911) », The Pennsylvania Magazine of History and Biography, vol. 113, no 1,‎ janvier 1989, p. 21-43 (23 pages) (lire en ligne ),
- William J. Scheick, « Strategic Ellipsis in Harper's "The Two Offers" », The Southern Literary Journal, vol. 23, no 2,‎ printemps 1991, p. 14-18 (5 pages) (lire en ligne ),
- Lauren Berlant, « The Queen of America Goes to Washington City: Harriet Jacobs, Frances Harper, Anita Hill », American Literature, vol. 65, no 3,‎ septembre 1993, p. 549-574 (26 pages) (lire en ligne )
- Donald Yacovone, « Sacred Land Regained: Frances Ellen Watkins Harper and "The Massachusetts Fifty-Fourth," A Lost Poem », Pennsylvania History: A Journal of Mid-Atlantic Studies, vol. 62, no 1,‎ hiver 1995, p. 90-110 (21 pages) (lire en ligne ),
- Michele Birnbaum, « Racial Hysteria: Female Pathology and Race Politics in Frances Harper's Iola Leroy and W. D. Howells's An Imperative Duty », African American Review, vol. 33, no 3,‎ printemps 1999, p. 7-23 (17 pages) (lire en ligne ),

##### Années 2000-2019
- Sarah Robbins, « Gendering the Debate over African Americans' Education in the 1880s: Frances Harper's Reconfiguration of Atticus Haygood's Philanthropic Model », Legacy, vol. 19, no 1,‎ 2002, p. 81-89 (9 pages) (lire en ligne ),
- Geoffrey Sanborn, « Mother's Milk: Frances Harper and the Circulation of Blood », ELH, vol. 72, no 3,‎ 2005, p. 691-715 (25 pages) (lire en ligne ),
- C. C. O'Brien, « "The White Women All Go for Sex": Frances Harper on Suffrage, Citizenship, and the Reconstruction South », African American Review, vol. 43, no 4,‎ hiver 2009, p. 605-620 (16 pages) (lire en ligne ),
- Patricia J. Sehulster, « Frances Harper's Religion of Responsibility in Sowing and Reaping », Journal of Black Studies, vol. 40, no 6,‎ juillet 2010, p. 1136-1152 (17 pages) (lire en ligne ),
- Andreá N. Williams, « Frances Watkins (Harper), Harriet Tubman and the Rhetoric of Single Blessedness », Meridians, vol. 12, no 2,‎ 2014, p. 99-122 (24 pages) (lire en ligne ),
- Stephanie Farrar, « Maternity and Black Women's Citizenship in Frances Watkins Harper's Early Poetry and Late Prose », MELUS, vol. 40, no 1,‎ printemps 2015, p. 52-75 (24 pages) (lire en ligne ),
- Margaret Washington, « Frances Ellen Watkins: Family Legacy and Antebellum Activism », The Journal of African American History, vol. 100, no 1,‎ hiver 2015, p. 59-86 (28 pages) (lire en ligne ).
- Jen McDaneld, « Harper, Historiography, and the Race/Gender Opposition in Feminism », Signs, vol. 40, no 2,‎ hiver 2015, p. 393-415 (23 pages) (lire en ligne ),
- Eric Gardner, « Frances Ellen Watkins Harper's Civil War and Militant Intersectionality », The Mississippi Quarterly, vol. 70/71, no 4,‎ hiver 2017/2018, p. 505-518 (14 pages) (lire en ligne ),
- Hannah Wakefield, « “Let the Light Enter!”: Illuminating the Newspaper Poetry of Frances Ellen Watkins Harper », Legacy, vol. 36, no 1,‎ 2019, p. 18-42 (25 pages) (lire en ligne ),